# Вук, Матей
Ма́тей Вук (хорв. Matej Vuk; родился 10 июня 2000 года, Чаковец, Хорватия) — хорватский футболист, полузащитник клуба «Истра 1961».

## Клубная карьера
Матей Вук — воспитанник «Риеки». 6 июля 2018 года был отдан в аренду в «Интер Запрешич». За клуб свой первый матч сыграл 28 июля против «Локомотива». Всего за «Интер Запрешич» сыграл 14 матчей. 31 декабря вернулся в «Риеку», за которую он дебютировал в матче против «Горицы». 11 февраля 2019 года получил травму колена и выбыл на 139 дней. Всего за «Риеку» сыграл 28 матчей, где забил 2 мяча.
11 февраля 2020 года перешёл на правах аренды в «Середь». Дебют в клубе состоялся 15 февраля 2020 года в матче против «Ружомберока», где забил гол. Всего за клуб сыграл 9 матчей, где забил 4 мяча и отдал 3 голевые передачи.
15 сентября 2020 года перешёл на правах аренды в футбольный клуб «Истра 1961». За клуб дебютировал в матче против «Горицы», где забил гол. Вместе с клубом стал финалистом кубка Хорватии. 18 января 2023 года через полтора года вернулся в клуб. Повторный дебют за клуб состоялся 20 января против футбольного клуба «Славен Белупо».

## Карьера в сборной
Матей Вук играл за сборные Хорватии до 15, 16, 17, 18, 19 и 20 лет, где сыграл 23 матча и забил два мяча. За сборную до 21 года сыграл 1 матч против сборной Литвы, а затем попал в заявку на молодёжный чемпионат Европы, где ни разу не сыграл.

## Достижения

### Клубные

#### «Риека»
- Второе место в чемпионате Хорватии: 2018/19
- Финалист кубка Хорватии: 2021/22

#### «Истра 1961»
- Финалист кубка Хорватии: 2020/21